# Guillaume Bélibaste
Guillaume Bélibaste o Guilhèm Belibasta en occitano, fue un perfecto cátaro nacido en el año 1280 en la villa de Cubières-sur-Cinoble (Rasez) en el seno de una familia cátara.
En 1306 mató a Barthélémy Garnier, un pastor católico de Villerouge-Termenès (dominio del arzobispo de Narbona); fue llevado a juicio y declarado culpable, por lo que se vio obligado a pasar a la clandestinidad acercándose así a la religión cátara. Fue ordenado perfecto en Rabastens por Philippe d’Alairac. Pronto fue encarcelado junto con Philippe d’Alairac en las mazmorras de Carcasona de donde se escapó en 1309, y se refugió en Cataluña donde tomó el nombre de Pierre Penchenier.
En 1314 se estableció en Morella, y de ahí pasó al poblado próximo de San Mateo donde había una comunidad cátara. En San Mateo entabló amistad con Raymonde Piquier, y la hizo pasar por su mujer (los perfectos cátaros hacían ver que eran laicos ante los católicos). Pronto pasó a dirigir la comunidad de San Mateo. En 1320 dejó embarazada a su compañera, cosa que no estaba permitida entre los cátaros, puesto que suponía romper el voto de castidad. Entonces casó a su mujer con su amigo Pierre Maury, a quien atribuyó la paternidad, pero, celoso, deshizo el casamiento. 
En 1321 fue atraído con mentiras al Languedoc por Arnaud Sicre, un agente secreto de la Inquisición. Al pasar por la localidad de Tírvia, en el Obispado de Urgel, fue denunciado por Arnaud Sicre al corregidor del conde de Foix, señor del lugar, y fue encarcelado en Castellbó. Fue juzgado en Carcasona por Jacques Fournier, obispo de Pamiers y responsable máximo de la inquisición en la región. Más tarde este hombre sería papa con el nombre de Benedicto XII.
Ese mismo año de 1321, murió quemado en Villerouge-Termenès. Fue el último perfecto cátaro quemado por la Inquisición.
- Datos: Q2096439